# Genesect
 (mars 2020).
Si vous disposez d'ouvrages ou d'articles de référence ou si vous connaissez des sites web de qualité traitant du thème abordé ici, merci de compléter l'article en donnant les références utiles à sa vérifiabilité et en les liant à la section « Notes et références ».
Genesect est un Pokémon fabuleux de type Insecte et Acier de la cinquième génération, qui a été révélé officiellement dans l'édition d'août 2012 du mensuel CoroCoro Comics. Il semble avoir un lien avec le Labo P2. Genesect est le résultat des expériences de la Team Plasma sur un Pokémon vieux de 300 millions d'années, ce qui rend son histoire quasiment identique à celle de Mewtwo.